# Шапкино (Вологодская область)
Шапкино — деревня в Шекснинском районе Вологодской области.
Входит в состав сельского поселения Железнодорожного, с точки зрения административно-территориального деления — в Железнодорожный сельсовет.
Расстояние по автодороге до районного центра Шексны — 24 км, до центра муниципального образования Пачи — 6 км. Ближайшие населённые пункты — Старое Село, Горка, Покровское.
По переписи 2002 года население — 9 человек.